# Tintenpalast

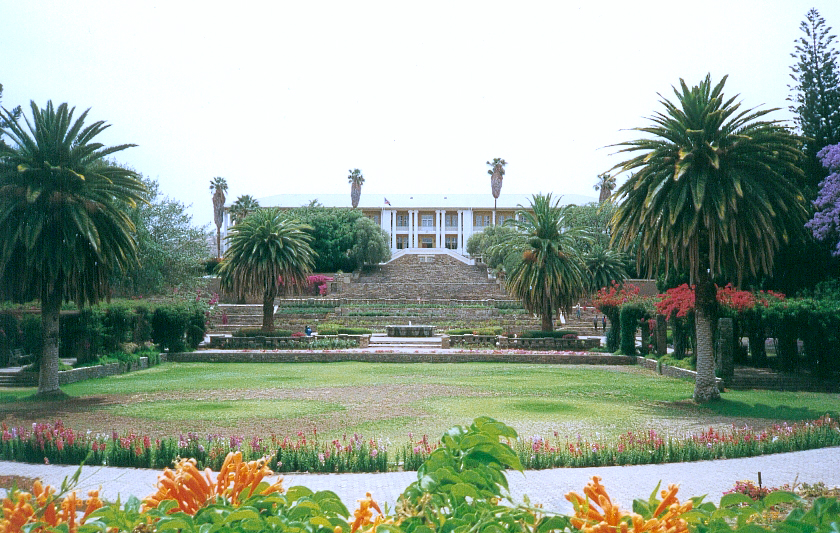
Widok na Tintenpalast od strony ogrodów

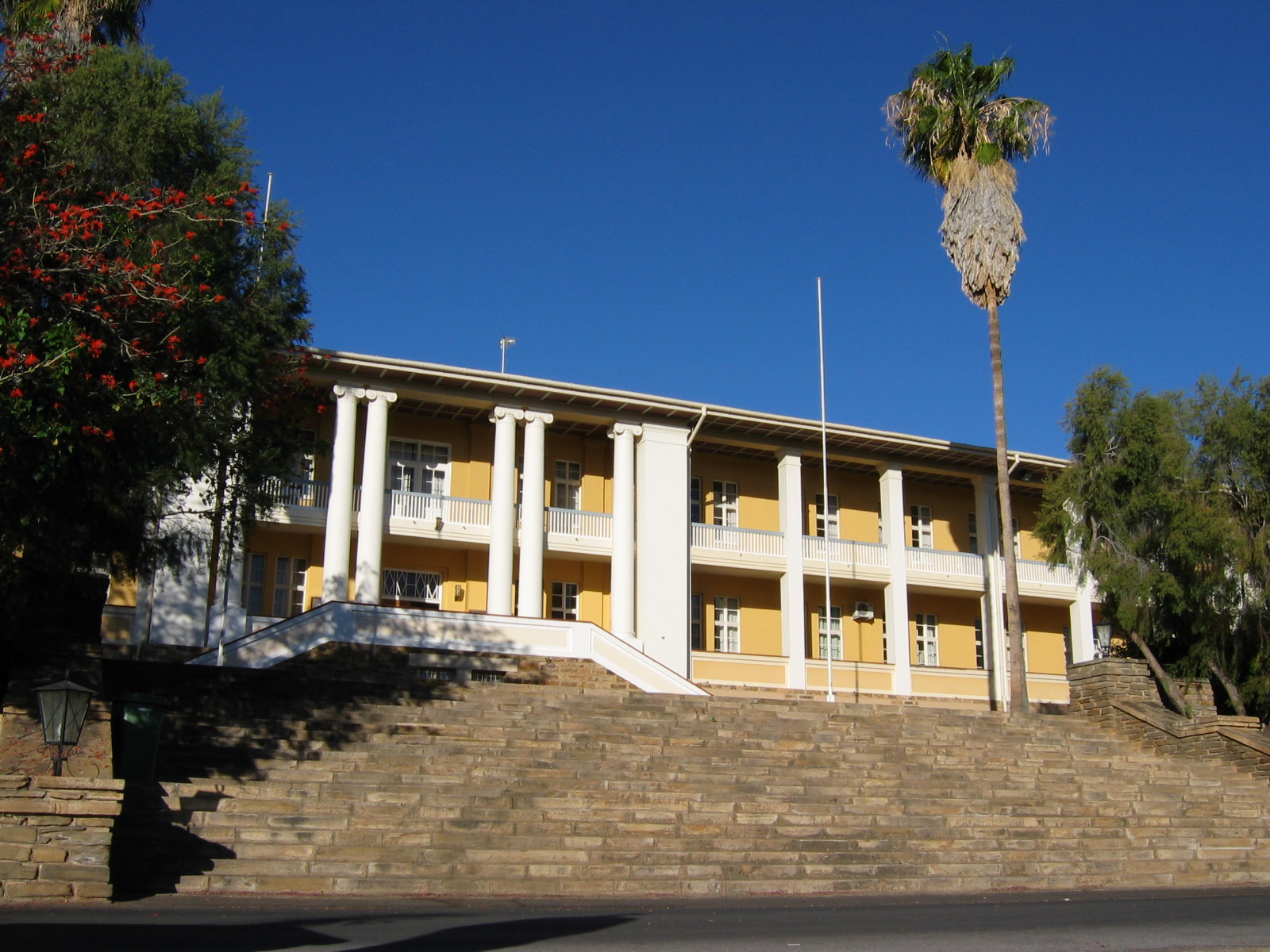
Tintenpalast w Windhuku

Tintenpalast (pol. Pałac Atramentowy, ang. Ink Palace) – historyczny budynek niemieckiej administracji kolonialnej Afryki Południowo-Zachodniej położony w Windhuku przy ul. Roberta Mugabego, od 1990 siedziba obu izb parlamentu namibijskiego.
Budynek został zaprojektowany przez niemieckiego architekta Gottlieba Redeckera i wzniesiony w latach 1912–1913 przez spółkę Sander & Kock jako siedziba niemieckiej administracji w Afryce Południowo-Zachodniej. Ze względu na to, iż urzędowali w nim liczni biurokraci, mieszkańcy Windhuku ochrzcili budynek mianem Tintenpalast (pol. pałac atramentowy).
Pałac otoczony jest przez rozległe ogrody (tzw. ogrody parlamentarne).